# Community Health
Der Begriff Community Health (wörtliche Übersetzung: Gesundheit einer Gemeinschaft) bezieht sich auf den Gesundheitszustand einer bestimmten Gruppe von Menschen oder einer Gemeinschaft sowie auf die Maßnahmen und Bedingungen, die die Gesundheit der Gemeinschaft erhalten, schützen und verbessern. Community Health ist ein Teilgebiet von Public Health.

## Gegenstand
Im Zentrum der Betrachtungen stehen vor allem die Prävention, Gesundheitsförderung, sowie die vorherrschende gesundheitliche Versorgungssituation von sozialen Zielgruppen. Dabei definiert sich die Gemeinschaft als Gruppe von Menschen mit gemeinsamen Eigenschaften. Zu diesen Eigenschaften können beispielsweise die Gemeinsamkeit von Diversitätsmerkmalen (Alter, Geschlecht, Kulturalität oder Herkunft), ein gemeinsamer Lebens- bzw. Sozialraum, gemeinsame Arbeit oder Interessen zählen. 
Im Bericht der WHO Community Health Nursing wird community folgendermaßen definiert:

„A community is a social group determined by geographical boundaries and / or common values and interests. its members know and interact with each other. It functions within a particular social structure and exhibits and creates certain norms, values, and social institutions.“

(deutsch: Eine Gemeinschaft ist eine soziale Gruppe, die durch geografische Grenzen und/oder gemeinsame Werte und Interessen bestimmt wird und deren Mitglieder einander kennen und miteinander interagieren. Sie funktioniert innerhalb einer bestimmten sozialen Struktur und weist bestimmte Normen, Werte und soziale Institutionen auf und schafft diese.) 
Bernard J. Turnock (University of Illinois at Chicago, School of Public Health): beschreibt community als "a group of people who have common characteristics: communities can be defined by a location, race, ethnicity, age, occupation, interest in particular problems or outcomes or common bonds." (deutsch: "Eine Gruppe von Menschen mit gemeinsamen Eigenschaften: Communities können durch gemeinsame Wohnorte, Abstammungen, Ethnizitäten, einer gemeinsamen Altersgruppe, Arbeit, einem gemeinsamen Interesse an speziellen Fragestellungen, deren Lösungen oder einem Zusammengehörigkeitsgefühl definiert werden.")
Mc Kenzie et al. definieren Community Health wie folgt: „Community health refers to the health status of a defined group of people and the actions and conditions to promote, protect, and preserve their health.“ (deutsch: „Community Health bezieht sich auf die gesundheitliche Situation einer bestimmten Gruppe von Menschen, sowie auf Aktionen und Voraussetzungen der Förderung, des Schutzes und Erhalts ihrer Gesundheit.“) Die Förderung, der Erhalt oder auch der Schutz von Gesundheit kann durch die Schaffung geeigneter (Lebens-)Bedingungen und dem Empowerment (Ermächtigung) der jeweiligen angesprochenen Zielgruppe geschehen. Dabei versteht sich Gesundheit, im Sinne der Verfassung der Weltgesundheitsorganisation (WHO) als ein Zustand des allgemeinen körperlichen, geistigen und sozialen Wohlergehens und nicht nur als das Fehlen von Krankheit und Gebrechen.

## Beteiligung verschiedener Fachbereiche
Community Health vereint als interdisziplinärer Ansatz verschiedene Disziplinen und Professionen, je nach vorherrschender Problemstellung. Mögliche Fachbereiche können Versorgungsforschung/-gestaltung, Prävention und Gesundheitsförderung, Sozialraumorientierung, Diversität, Behinderung und Inklusion, Alterswissenschaften, Gesundheitspsychologie, Gesundheitskommunikation, Gesundheitsdidaktik, Gesundheitspolitik oder Gesundheitsökonomie sein.

## Community Health in Deutschland
Community Health ist ein Forschungsschwerpunkt der Universität Greifswald. 1995 wurde an der Medizinische Fakultät der Forschungsverbund Community Medicine gegründet. Seit dem Jahr 2002 existiert in Greifswald die Abteilung für Versorgungsepidemiologie und Community Health, die dem Institut für Community Medicine zugeordnet ist.
An der Hochschule Bochum existiert im Fachbereich Gesundheitswissenschaften ein Arbeits- und Forschungsschwerpunkt Community Health. Zudem veranstaltet der Fachbereich die jährlich stattfindende Community Health Konferenz auf dem Gesundheitscampus in Bochum.
Als Community Health Nursing (CHN) wird in der Pflege ein Tätigkeitsfeld bezeichnet, das die Versorgungs- und Pflegeangebote in einer Region oder Kommune an den gesundheitlichen und sozialen Problemen und dem Versorgungsbedarf der dort lebenden Bevölkerung oder ausgewählter Bevölkerungsgruppen ausrichtet. Damit dies gelingt, sollen pflegerische Kernkompetenzen mit gesundheits- und sozialwissenschaftlichen Erkenntnissen (Public Health) verbunden werden.
Ein Beispiel für die Umsetzung des Community-Health-Ansatzes bietet das EU-geförderte Projekt CHANCE, welches auf einem stadtteilbezogenen Gesundheitsmanagement beruht und von der Hochschule Fulda koordiniert wurde.